# 胡鍾麟
胡鍾麟（16世紀—17世紀），號芝山，浙江湖州府武康縣人，明朝政治人物。

## 生平
萬曆四十六年（1618年），胡鍾麟舉戊午科浙江鄉試，崇禎元年（1628年）成進士，獲授刑部主事，遇事敢言，曾鞭笞製造冤獄媚陷魏忠賢的曹某，大快民心。北京乾旱，明熹宗步禱無效，他嘆道：「自來旱災，多來自冤獄。」上奏釋放若干囚犯，大雨就下降；之後他前往貴州負責鄉試、分校武會試都稱得士，秩滿轉任兵部武選司、職方司，徵調遣發都由他決定，又謝絕請託、推卻餽遺，獲朝廷倚重，不久因病去世，身邊只有少量遺物。朝野深為痛惜。

## 引用
1. 1 2  同治《湖州府志·卷七十二·人物傳 政績二》：胡鍾麟，號芝山，崇禎元年進士，授刑部主事，倜儻練達，遇事敢言；朝紳曹某諂附魏忠賢，煅煉詔獄，諸公時方在繫，麟按而笞之，朝論大快。京師旱甚，上步禱不得，麟歎曰：「自來召旱，多由冤獄為。」奏釋若干，雨大霔。典試黔中、分校武闈並稱得士；秩滿遷武選司，簡任職方，徵調遣發俱由獨斷，絕請託、卻餽遺，機務倥偬中外倚重，以疾卒，宦橐蕭然，朝野痛之。 武康志
2. ↑  同治《湖州府志·卷十二·選舉表 舉人一》：（萬曆）四十七【六】年戊子【午】（舉人）……胡鍾麟 詳進士